# 枕邊故事 (瑪丹娜專輯)
《枕邊故事》（英語：Bedtime Stories）是美國女歌手瑪丹娜第6張錄音室專輯，於1994年10月25日由她旗下公司Maverick Records發行。這次專輯邀請到許多包括Babyface在內的當紅製作人跨刀與瑪丹娜合作，曲風以軟式R&B為主軸。《枕邊故事》在美國獲得第3名，英國則拿下亞軍。專輯全美銷售認證為三白金。

## 專輯 & 單曲

### 專輯簡介
瑪丹娜希望以《枕邊故事》這張專輯，扭轉大家對於她上一張專輯《情慾》（英語：Erotica）帶給世人淫穢、色情等等的負面形象，於是她這次選擇與多位來自不同國家的製作人合作，包括了Dallas Austin、Dave Hall、Nellee Hooper及娃娃臉（Babyface）等，這些都是時下當紅歌手或團體的御用製作人。《枕邊故事》也大量採用當時最流行的節奏藍調、新傑克搖擺等黑人音樂風格，瑪丹娜希望藉此製作出更主流、更符合普羅大眾口味的音樂作品。
《枕邊故事》中的歌曲主題圍繞著愛情、浪漫及悲傷，不過這次是以更柔和的形式，且不再涉及色情等易遭非議的主題。同名單曲〈枕邊故事〉由冰島唱作人碧玉（Björk）作詞及編曲。而〈人性〉則是提及瑪丹娜在《情慾》時期所產生的爭議。音樂評論家對於《枕邊故事》的評價大致為正面，有些讚揚專輯內容的坦率，有些評論家則形容這張專輯是一個“自傳體”。
在《枕邊故事》上市的前幾個月，瑪丹娜才以電影《乞丐博士》（With Honors）主題曲〈我會記著〉獲得單曲榜四週亞軍的佳績，單曲銷售為金唱片。在這個好成績的加持下，讓瑪丹娜對即將發行的這張新專輯亦有信心。

### 商業成績
《枕邊故事》專輯和單曲均在商業市場方面取得不錯的成績，亦成功為瑪丹娜挽回不少流失的歌迷。在美國專輯榜獲得第3名，在歐洲大部分國家都進入前5名，在英國獲得第2名，在澳洲則為冠軍專輯。在1995年告示牌年終百大專輯中排名第28名。專輯在全美銷售數字突破300萬張。
《枕邊故事》一共發行4首單曲，首支單曲〈秘密〉在單曲榜得到第3名，銷售逾50萬張。在英國單曲榜則拿下第5名，這也是瑪丹娜連續獲得的第35首英國TOP 10單曲。它在年終百大單曲排名中，連續兩年都榜上有名，1994年名列第84名，1995年名列第71名。
第二首單曲〈謝幕〉是首東方味頗濃的情歌，1995年2月25日登上單曲榜榜首，並蟬連冠軍7週，銷售達金唱片。這是瑪丹娜第11首美國冠軍單曲，也是她所有冠軍曲中蟬連榜首最久的一首。不過〈謝幕〉在英國單曲榜僅得到第16名，終止了瑪丹娜在英國單曲榜連續第36首TOP 10的紀錄。另外值得一提的是，〈謝幕〉在美國單曲榜內一共停留了30週，是瑪丹娜所有單曲中停留在榜內最久的歌曲之一（另一首為1984年的〈愛的極限〉），並在1995年告示牌年終百大單曲中排名第8名。雖然〈謝幕〉是瑪丹娜獲得冠軍周數最高的單曲，但她從未在個人演唱會上唱過此曲，一直到2016年2月在台灣台北小巨蛋舉辦的“心叛逆演唱會”（Rebel Heart Tour）才驚喜獻唱，創下演唱會的首唱記錄。
第三首單曲〈枕邊故事〉在美獲得第42名，英國獲得第4名。第四首單曲〈人性〉在美成績第46名，英國獲得第6名。

## 曲目列表
| 曲序 | 曲目                                                    | 词曲                                                       | 製作人                                         | 时长 |
| ---- | ------------------------------------------------------- | ---------------------------------------------------------- | ---------------------------------------------- | ---- |
| 1.   | "Survival"                                              | Madonna Dallas Austin                                      | Nellee Hooper Madonna                          | 3:31 |
| 2.   | "Secret"                                                | Madonna Austin Shep Pettibone                              | Madonna Austin                                 | 5:03 |
| 3.   | "I'd Rather Be Your Lover"（feat. Meshell Ndegeocello） | Madonna Dave Hall Isley Brothers Christopher Jasper        | Madonna Hall                                   | 4:39 |
| 4.   | "Don't Stop"                                            | Madonna Austin Colin Wolfe                                 | Madonna Austin Daniel Abraham (附加混音製作人) | 4:38 |
| 5.   | "Inside of Me"                                          | Madonna Hall Hooper                                        | Hooper Madonna                                 | 4:11 |
| 6.   | "Human Nature"                                          | Madonna Hall Shawn McKenzie Kevin McKenzie Michael Deering | Madonna Hall                                   | 4:54 |
| 7.   | "Forbidden Love"                                        | Babyface Madonna                                           | Hooper Madonna                                 | 4:08 |
| 8.   | "Love Tried to Welcome Me"                              | Madonna Hall                                               | Madonna Hall                                   | 5:21 |
| 9.   | "Sanctuary"                                             | Madonna Austin Anne Preven Scott Cutler Herbie Hancock     | Madonna Austin Hooper (混音)                   | 5:02 |
| 10.  | "Bedtime Story"                                         | Hooper Björk Marius De Vries                               | Hooper Madonna                                 | 4:53 |
| 11.  | "Take a Bow"                                            | Babyface Madonna                                           | Babyface Madonna                               | 5:21 |

備註
- 〈Survival〉採樣Stevie Wonder的〈Hey Love〉。〈I'd Rather Be Your Lover〉採樣Lou Donaldson的〈It's Your Thing〉。〈Inside of Me〉採樣Aaliyah的〈Back and Forth〉、The Gap Band的〈Outstanding〉及Gutter Snypes的〈The Trials of Life〉。〈Human Nature〉採樣Main Source的〈What You Need〉。〈Forbidden Love〉採樣Grant Green的〈Down Here on the Ground〉。〈Sanctuary〉採樣Herbie Hancock的〈Watermelon Man〉。
- 根據美國作曲家、作家和發行商協會 (ASCAP)，Shep Pettibone是〈Secret〉的協作人，他的名字後來刊載在瑪丹娜2001年精選輯《GHV2》的小冊子上。

## 單曲排行成績
| 年份 | 歌曲     | 美國單曲榜 | 美國舞曲榜 | 英國單曲榜 |
| ---- | -------- | ---------- | ---------- | ---------- |
| 1994 | 秘密     | 3          | 1 (2週)    | 5          |
| -    | 謝幕     | 1 (7週)    | -          | 16         |
| 1995 | 枕邊故事 | 42         | 1          | 4          |
| -    | 人性     | 46         | 2          | 8          |

## 外部連結
- Madonna.com > Discography(音樂作品) > Bedtime Stories

## 引用出處
1. ↑  .   [2014-12-21]. （原始内容存档于2015-06-29）.
2. 1 2 3  .   [2014-12-21]. （原始内容存档于2013-01-04）.
3. 1 2 3 4 5  .   [2014-12-04]. （原始内容存档于2015-03-11）.
4. ↑  .   [2014-12-04]. （原始内容存档于2015-03-11）.